# Geosaurini
Tribu
Les Gesaurini forment une tribu, un sous-clade éteint de la famille des métriorhynchidés et de la sous-famille des géosaurinés, de grands à très grands crocodyliformes carnivores, à long rostre, presque exclusivement marins,, pouvant atteindre jusqu'à 7 mètres de longueur (Plesiosuchus).
Cette tribu a été définie par Andrea Cau et Frederico Fanti en 2011, comme le clade le plus inclusif regroupant Geosaurus giganteus et Dakosaurus maximus,.
Ils ont vécu du Jurassique moyen (Callovien moyen) jusqu'au début du Crétacé inférieur (Berriasien inférieur), il y a environ entre 165 et 145 Ma (millions d'années), en Europe et en Amérique latine.

## Description

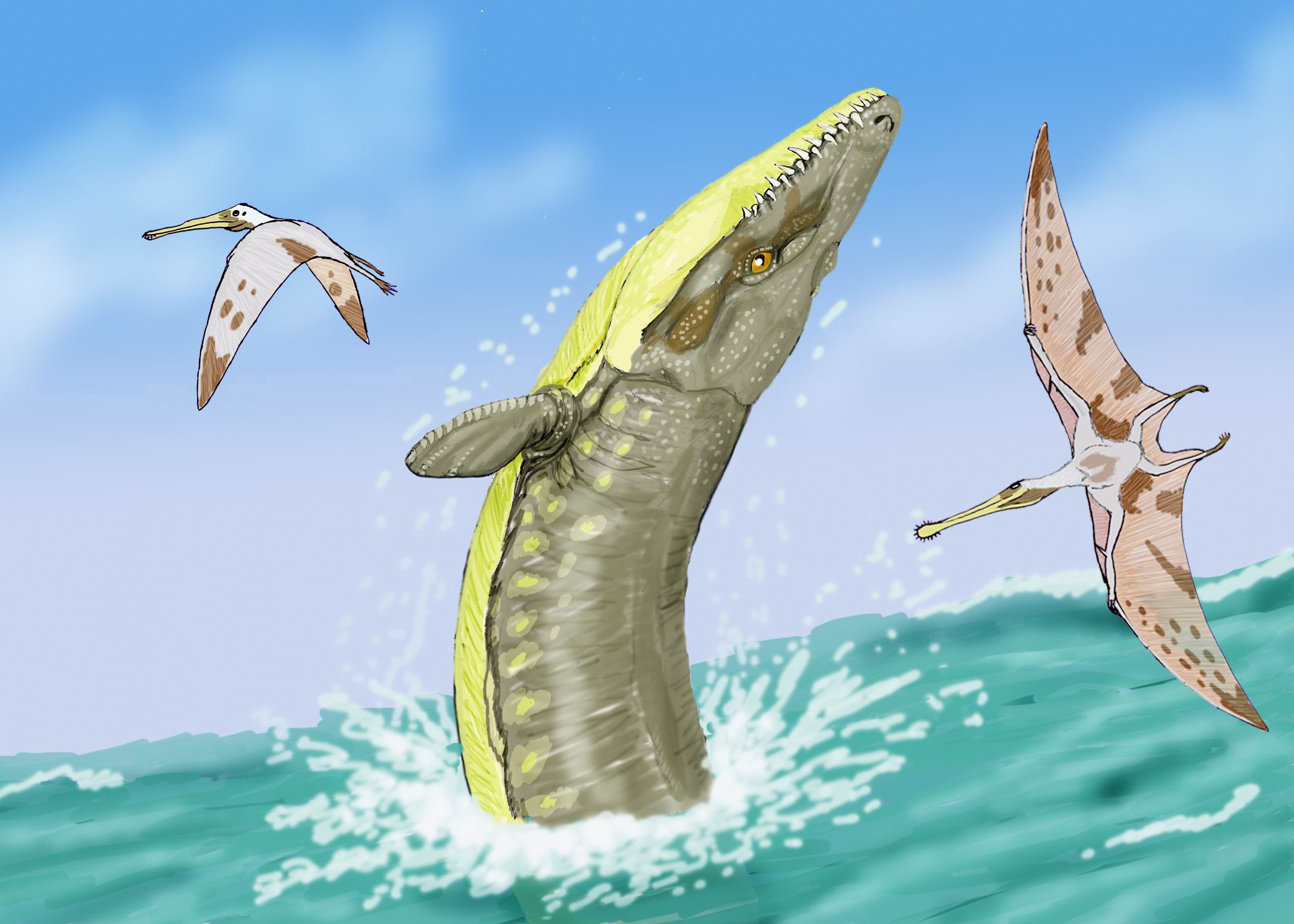
Vue d'artiste de Dakosaurus maximus
sautant pour essayer de capturer des ptérosaures.

Ces grands métriorhynchidés de 3 à 7 mètres de long, ont un rostre relativement court et résistant, qui porte un nombre assez réduit de dents, moins de 15 par maxillaire ou dentaire. Cependant ces dents sont implantées verticalement, elles sont carénées et dentelées pour maximiser l'effet de cisaillement de ces carnivores marins qui étaient des superprédateurs,.

## Liste des genres
- † Geosaurus, le genre type, ayant vécu du Jurassique supérieur (Kimméridgien supérieur) jusqu'au Crétacé inférieur (Hauterivien inférieur) en Europe de l'ouest (France et Allemagne). Il a été décrit par Georges Cuvier en 1824[5] ;
- † Plesiosuchus, le plus grand des Geosaurini, qui a vécu à la fin du Jurassique supérieur (Tithonien), dans ce qui est aujourd'hui l'Angleterre. Il a été décrit par Richard Owen en 1844 ;
- † Dakosaurus, ayant vécu du Jurassique supérieur (Kimméridgien supérieur) jusqu'au début du Crétacé inférieur (Berriasien inférieur) en Europe et en Amérique latine. Il a été érigé en 1856 par Quenstedt[6] ;
- † Torvoneustes. Ses fossiles datant du Jurassique supérieur (Kimméridgien), ont été découverts en Europe (Wiltshire, Angleterre) et en Amérique latine (Oaxaca, Mexique[7]). Il a été créé par Andrade et ses collègues en 2010[8] ;
- † Ieldraan, du Jurassique moyen (Callovien) d'Angleterre, décrit en 2017 par Davide Foffa, Mark T. young et leurs collègues[9]. C'est le plus ancien des Geosaurini[9].